# Volo CAAC Airlines 301
Il volo CAAC 301, un Hawker Siddeley Trident operato dalla CAAC Guangzhou Regional Administration (ora China Southern Airlines) da Guangzhou Baiyun a Hong Kong Kai Tak, uscì di pista a Hong Kong il 31 agosto 1988 dopo aver tagliato i piloni delle luci d'avvicinamento. Questo è stato il primo incidente della China Southern Airlines dopo la scissione di CAAC Airlines dal 1º luglio 1988. Sei membri dell'equipaggio e un passeggero morirono nell'incidente. L'incidente portò alla chiusura dell'aeroporto di Hong Kong per più di sei ore dopo l'incidente.

## L'aereo
L'aereo coinvolto era un Hawker Siddeley Trident 2E di costruzione britannica, alimentato da tre motori Rolls-Royce Spey 512-5W, e il primo volo si era svolto nel 1973, le ore totali di volo erano 14.332, C/n/msn 2159. Il suo codice di registrazione era B-2218.

## L'incidente
Durante l'avvicinamento finale all'aeroporto di Kai Tak, sotto la pioggia con una visibilità di 450 metri (1.480 piedi), l'ala destra dell'Hawker Siddeley Trident azionò le luci di avvicinamento, mentre ne tagliava i piloni, sulla pista 31, e gli pneumatici del carrello di atterraggio principale colpirono la superficie della pista, facendo sì che il carrello principale destro strappasse via l'ala. Si risollevò temporaneamente in volo prima di colpire la pista 600 metri più avanti. A questo punto il velivolo virò fuori pista a destra e attraversò diagonalmente la pista erbosa che lo circondava. Il muso e il carrello d'atterraggio principale sinistro cedettero e il Trident scivolò sulla pista di rullaggio parallela e nella baia di Kowloon. La cabina di pilotaggio si staccò dal resto dell'aereo, che invece rimase intatto. I subacquei tentarono di raggiungere la cabina di pilotaggio dove si trovava l'equipaggio di condotta, ma non ebbero successo. I piloti erano rimasti feriti dall'impatto, ma le autopsie indicarono come causa della morte l'annegamento.

## I passeggeri

Mappa dei posti a sedere su B-2218.

Degli 89 occupanti dell'aereo sette persero la vita, mentre altri 15 rimasero feriti. Dei morti, sei erano membri dell'equipaggio e uno era originario di Hong Kong che cedette alle ferite riportate in un ospedale. I membri dell'equipaggio morti erano nella parte anteriore dell'aereo. Tre membri dell'equipaggio, tutti cinesi, riportarono solo delle lievi ferite, riuscendo a sopravvivere. Dei 12 passeggeri americani, in due rimasero feriti. Altri sette passeggeri di Hong Kong, due passeggeri taiwanesi e un francese rimasero feriti. Un altro ferito era di nazionalità cino-americana.

## L'indagine
Gli investigatori scrissero sul rapporto "Dalle limitate prove disponibili non è stato possibile determinare con certezza la causa dell'incidente. Il rapporto conclude che l'avvicinamento finale era divenuto instabile e che il windshear potrebbe essere stato un fattore contribuente. La deviazione finale al di sotto del normale percorso di avvicinamento era probabilmente dovuta a un'improvvisa riduzione e distorsione del riferimento visivo causata dalle forti piogge."